# Bike Rio

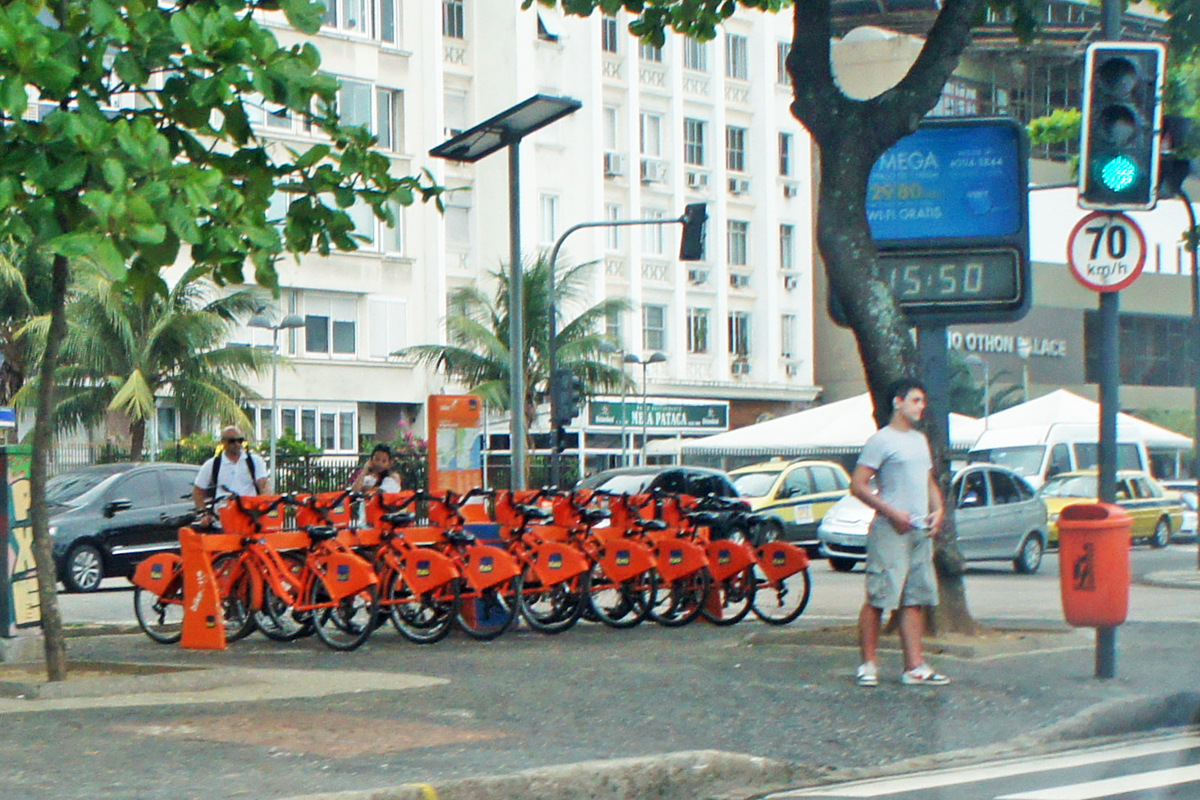
Estación del sistema de bicicletas compartidas Bike Rio ubicado en Copacabana, en la ciudad de Río de Janeiro.

Bike Rio es un  sistema de bicicletas compartidas que opera en la ciudad de Río de Janeiro, Brasil. El programa fue abierto al público en octubre de 2011, y es responsabilidad del gobierno municipal de Río de Janeiro con el patrocinio del Banco Itaú. El operador es la empresa Serttel, en calidad de concesionario privado. El sistema cuenta con 600 bicicletas disponibles en 60 estaciones de alquiler distribuidas en 14 barrios por toda la ciudad. Las estaciones de alquiler obtienen su energía eléctrica de paneles solares instalados en cada estación.

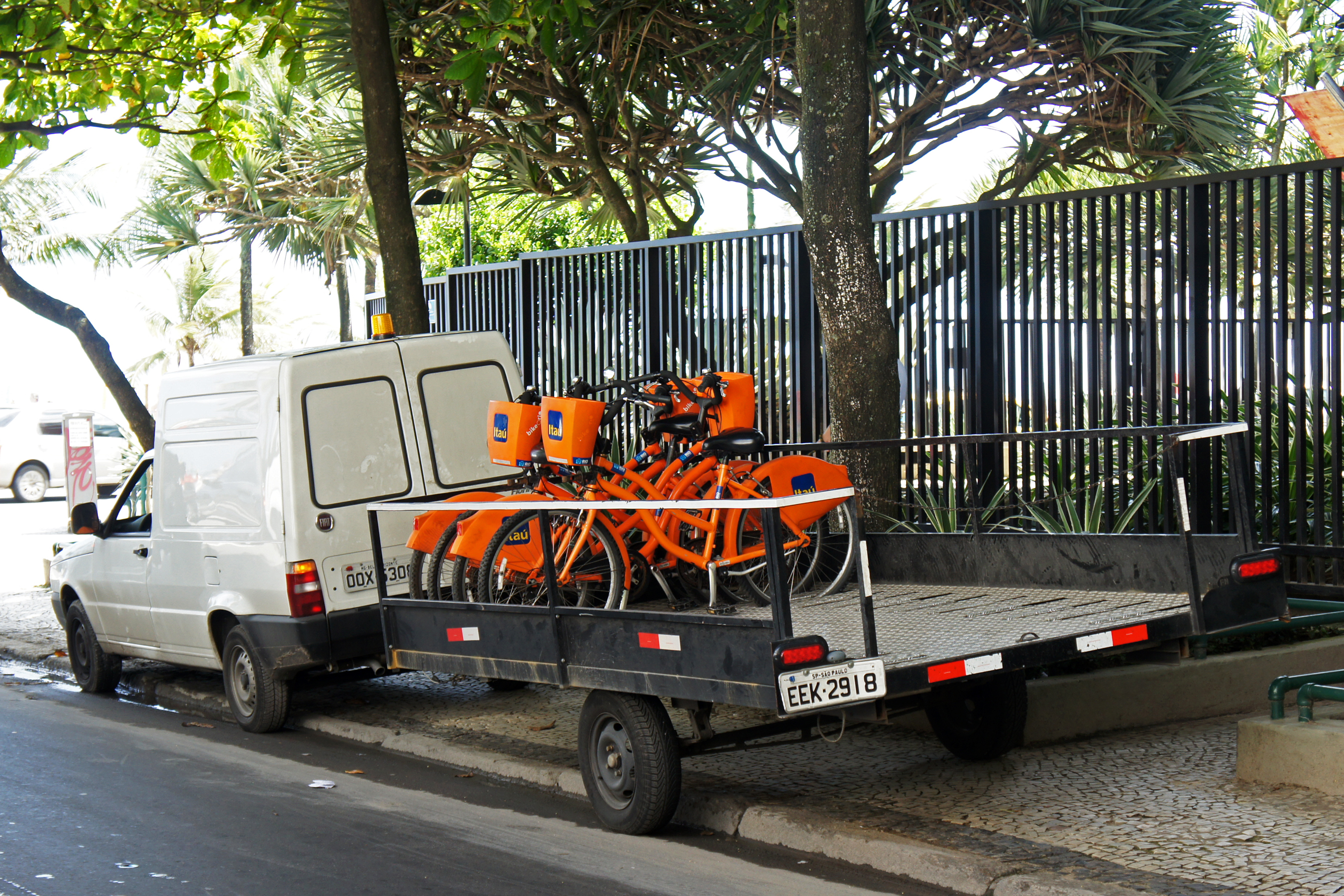
Distribución manual de bicicletas entre estaciones
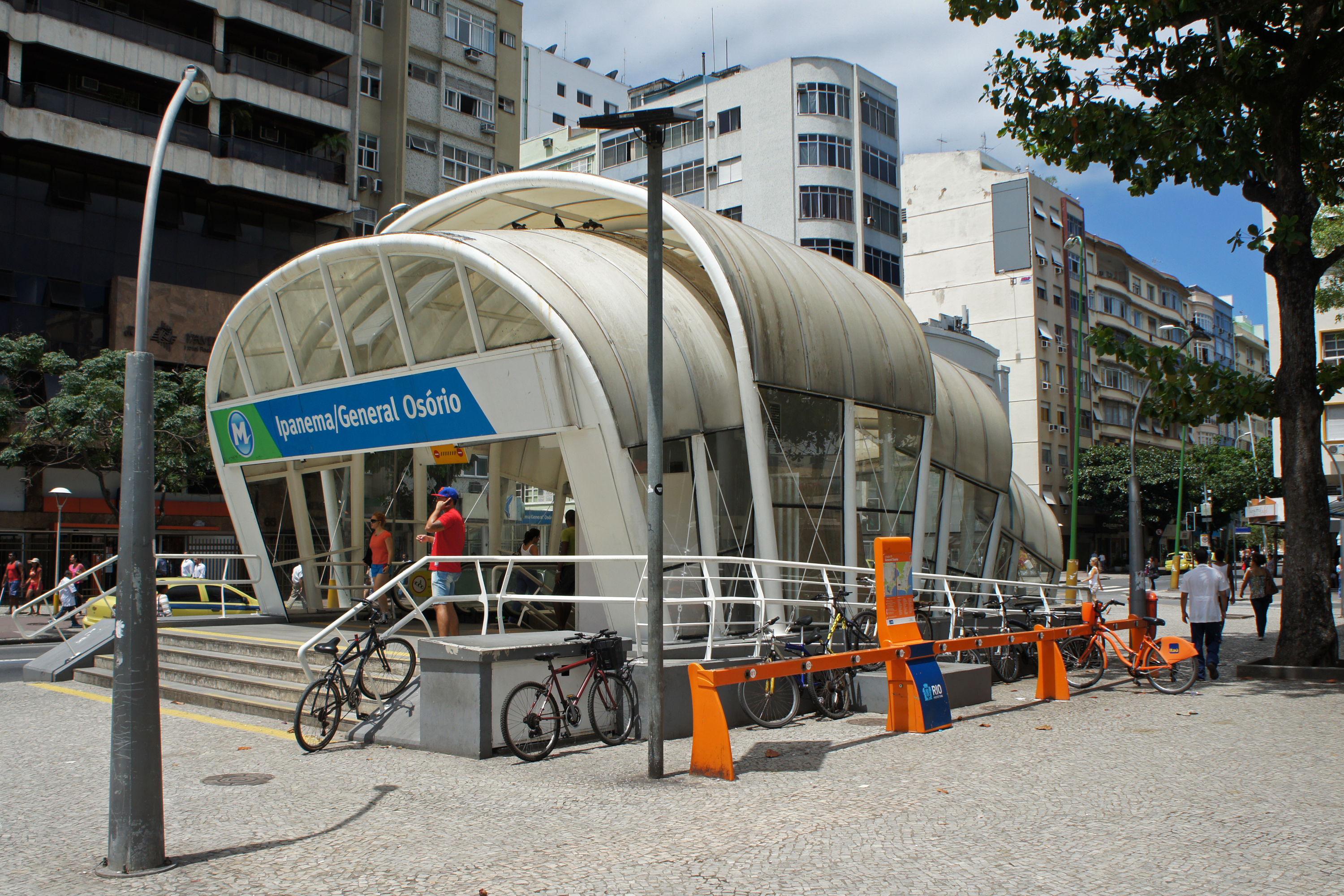
Estación de Bike Rio en la Estación Ipanema/General Osório del Metro
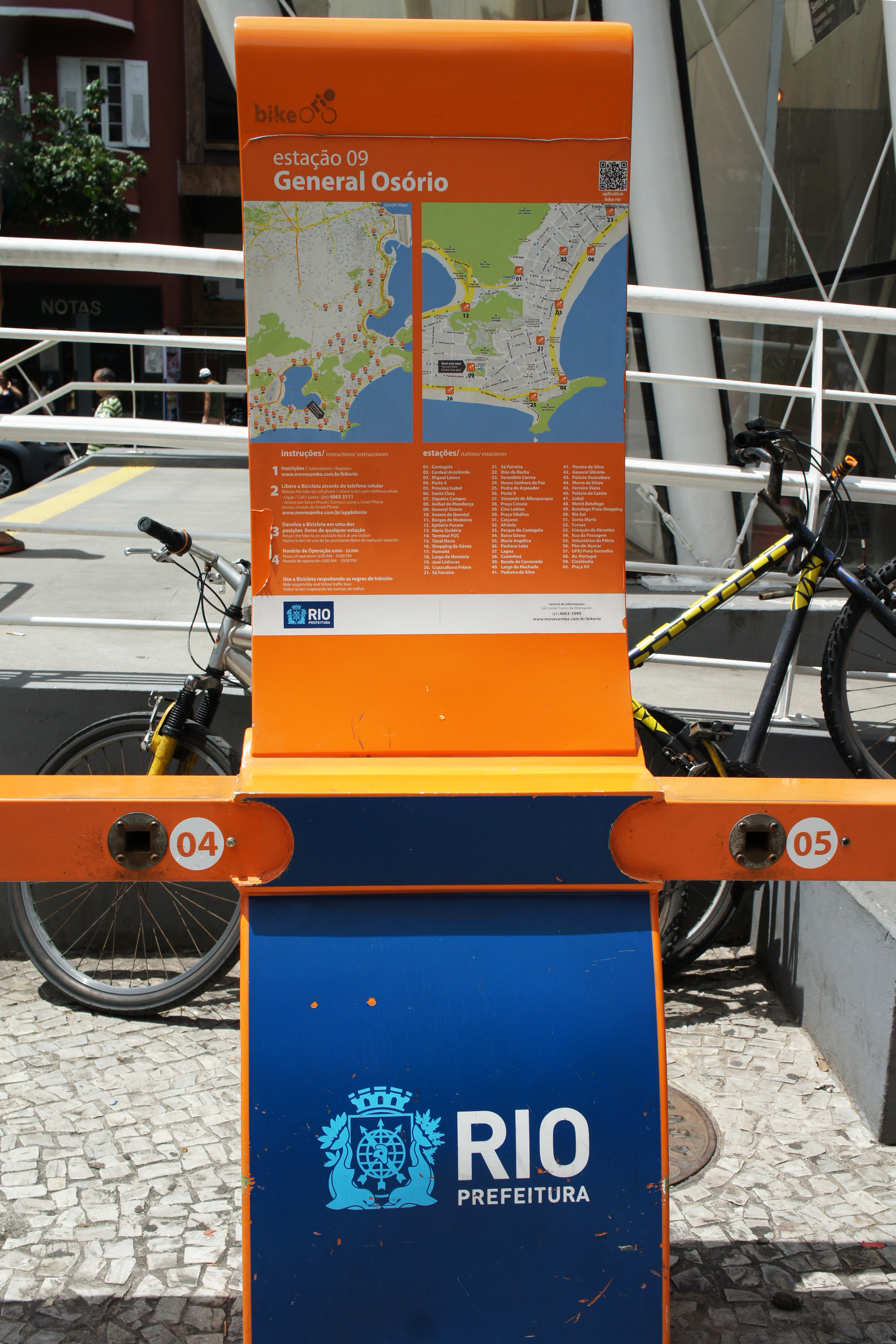
Panel de activación y pago